# 异丙甲草胺
异丙甲草胺是一种含氮有机化合物，化学式C
15H
22ClNO
2，能用作除草剂。